# NGC 4623
NGC 4623 é uma galáxia espiral barrada (SB0-a) localizada na direcção da constelação de Virgo. Possui uma declinação de +07° 40' 35" e uma ascensão recta de 12 horas, 42 minutos e 10,6 segundos.
A galáxia NGC 4623 foi descoberta em 13 de Abril de 1784 por William Herschel.